# Grande-Bretagne aux Jeux olympiques d'été de 1976
La Grande-Bretagne participe aux Jeux olympiques d'été de 1976 à Montréal. Elle y remporte treize médailles : trois en or, cinq en argent et cinq en bronze, se situant à la treizième place des nations au tableau des médailles. La délégation britannique regroupe 242 sportifs.